# Christen Pedersen
Christen Pedersen, född Christen Jul Viggo Pedersen 25 december 1887 i Köpenhamn, Danmark, död 6 februari 1955, var en dansk regissör och manusförfattare. Han var verksam under pseudonymen Christen Jul.

## Regi i urval
- 1945 – I gaar og i morgen
- 1947 – My Mame Is Petersen
- 1947 – Lykke på rejse

## Filmmanus
- 1932 – Vampyr
- 1940 – Med livet som insats
- 1949 – John og Irene